# Der Pedell
Der Pedell ist ein deutsches Fernsehspiel von 1971. Es behandelt einen Abschnitt im Leben von Jakob Schmid, einem Hausschlosser und Pedell der Ludwig-Maximilians-Universität München vor und während der Zeit des Nationalsozialismus.
Der Film beschreibt, wie Schmid die Geschwister Hans und Sophie Scholl, Mitglieder der Widerstandsgruppe Weiße Rose, entdeckte, als sie am 18. Februar 1943 Flugblätter im Treppenhaus der Universität verteilten, sowie die Auslieferung der Geschwister an die Gestapo und ihre Ermordung durch das NS-Regime.
Der Film wurde als Fernsehspiel für das ZDF produziert.

## Kritik
„… Ernsthafter und nachdenkenswerter Versuch deutscher Vergangenheitsbewältigung am Beispiel eines Mannes, der ‚nur seine Pflicht‘ getan hat und auch später zu keiner Reue oder Einsicht fähig war.“